# Tramwaje w Saint-Malo
Tramwaje w Saint-Malo − zlikwidowany system komunikacji tramwajowej we francuskim mieście Saint-Malo, działający w latach 1889−1949.

## Historia
Linię tramwaju parowego o długości 7,3 km otwarto 25 lipca 1889. Do ciągnięcia wagonów zakupiono parowozy Winterthur. Pod koniec 1927 linia została zelektryfikowana i tramwaje parowe zastąpiono tramwajami elektrycznymi. Do obsługi linii zakupiono 12 wagonów silnikowych, dwuosiowych. Począwszy od lipca 1948 linię tramwajową stopniowo zastępowano linią trolejbusową. Ostatecznie linię tramwajową zlikwidowano 3 października 1949. 

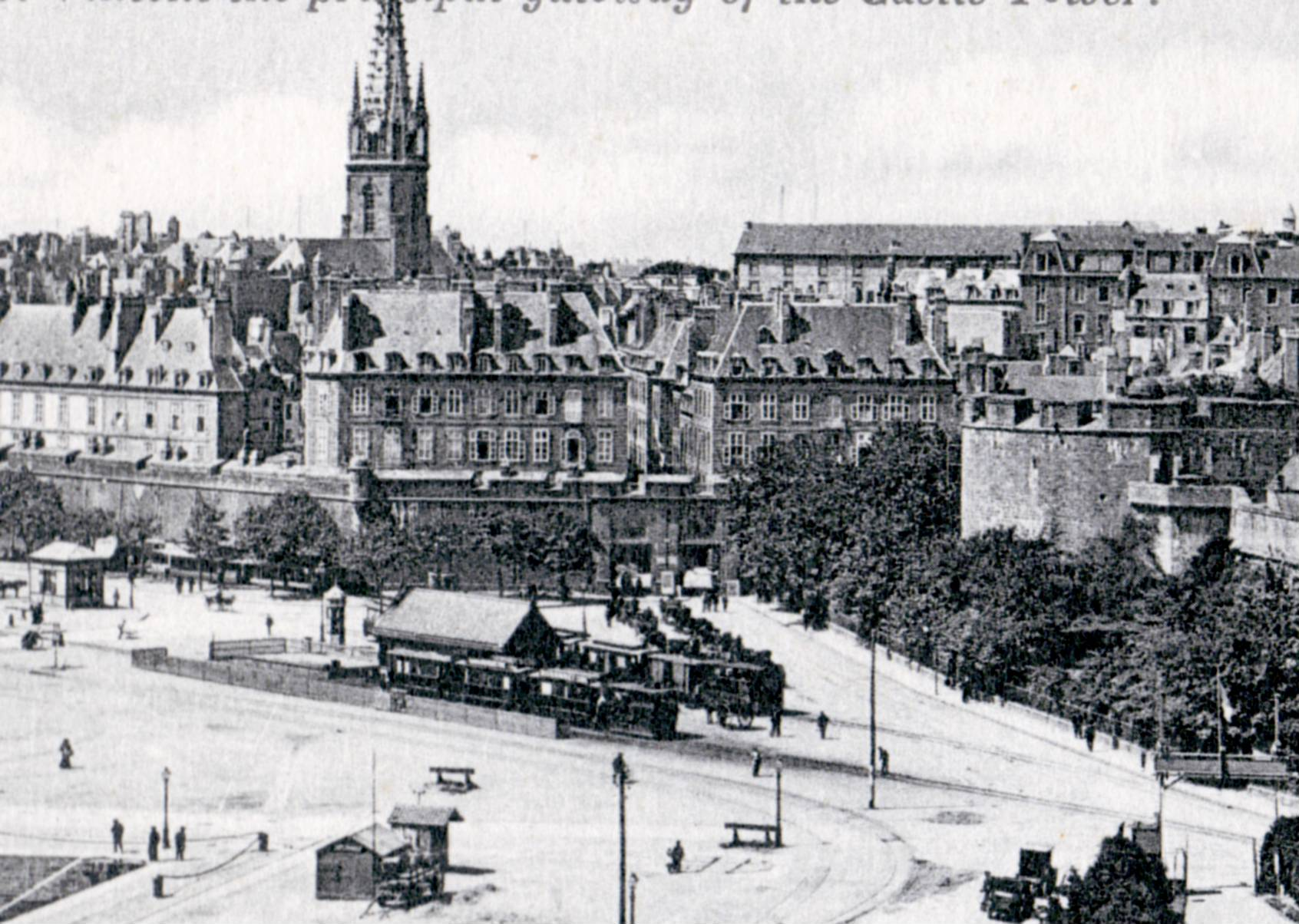
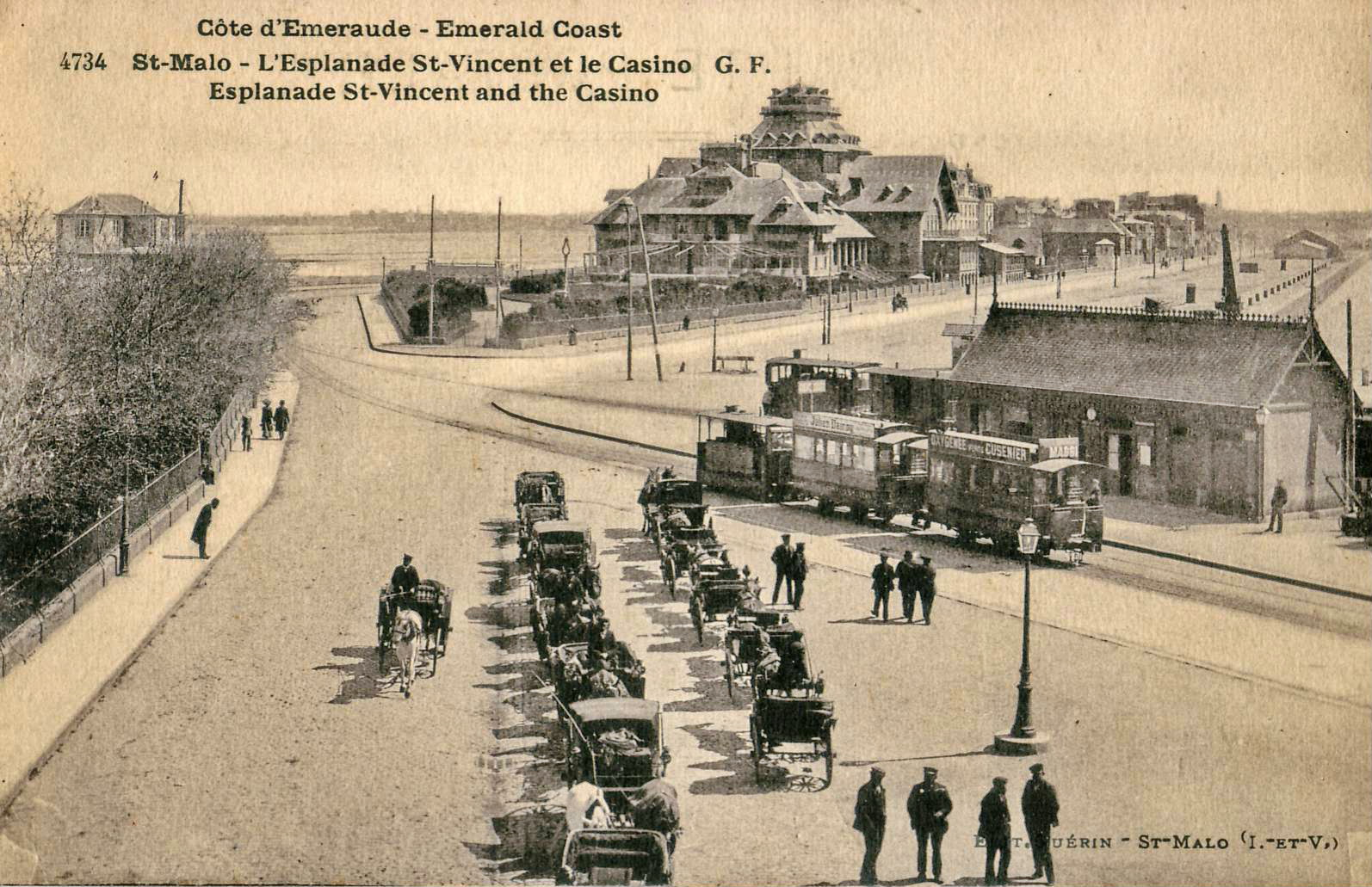